# Ксенжук Олександр Степанович
Олександр Степанович Ксенжук (нар. 11 червня 1968, м. Шепетівка, Хмельницька область) — український політик. Голова Державної пробірної служби України (від 23 березня 2014 р.).

## Освіта
Закінчив Вище артилерійське училище (1989); Вищі мобілізаційні курси у Саратові, Росія (1991); Хмельницький інститут економіки та бізнесу за спеціальністю «Облік та аудит» (2000).

## Трудова діяльність
1985–2001 — служба в лавах Збройних Сил України. Звільнений в запас у званні полковника.
Із 2001 — приватний підприємець.
Із 2009 — голова Хмельницької обласної організації політичної партії «Фронт Змін».
Із 2010 — депутат Хмельницької обласної ради від політичної партії «Фронт Змін». Голова фракції «Фронт Змін». Член постійної комісії з питань регламенту, організації роботи обласної ради, депутатської діяльності та етики.
Веде активну громадську роботу, займається благодійністю, меценатством. Нагороджений численними відзнаками та орденами.